# Víctor Morales
Víctor Morales Salas (10 de maig de 1905 - 22 de maig de 1938) fou un futbolista xilè.

## Selecció de Xile
Va formar part de l'equip xilè a la Copa del Món de 1930.